# Pristomerus naitoi
Pristomerus naitoi är en stekelart som beskrevs av Kusigemati 1985. Pristomerus naitoi ingår i släktet Pristomerus och familjen brokparasitsteklar. Inga underarter finns listade i Catalogue of Life.